# Romances (album de Luis Miguel)
Albums de Luis Miguel
Nada es igual
(1996) Todos los romances
(1998)
Singles
Romances est le douzième album studio du chanteur mexicain Luis Miguel, sorti le 12 août 1997, par WEA Latina. C'est le troisième album de la série Romance, dans lequel Miguel reprend des chansons latines de 1940 à 1978. Outre Miguel, la production a également fait appel à l'arrangeur Bebu Silvetti et à Armando Manzanero, qui ont réalisé tous les albums de la série Romance de Miguel. Romances se compose de douze reprises et de deux nouvelles compositions de Manzanero et Silvetti. L'enregistrement a eu lieu au début de 1997 au studio d'enregistrement Ocean Way à Los Angeles, en Californie.
Romances s'est vendu à plus de 4,5 millions d'exemplaires et a été certifié platine dans plusieurs pays d'Amérique latine, aux États-Unis et en Espagne. Miguel a assuré la promotion de l'album en effectuant une tournée aux États-Unis, en Amérique latine et en Espagne. À sa sortie, Romances a reçu des appréciations généralement positives de la part des critiques musicaux. Ils ont surtout loué sa voix et la production de l'album, bien que peu de critiques aient trouvé les arrangements répétitifs et le disque trop semblable à ses prédécesseurs. L'album a valu à Miguel plusieurs prix, dont le Grammy Award de la meilleure performance de pop latine aux États-Unis. Six singles ont été publiés : « Por Debajo de la Mesa », « El Reloj », « Contigo (Estar Contigo) », « De Quererte Así » (« De t'avoir aimee), « Bésame Mucho » et « Sabor a Mí ».

## Contexte
En 1991, Miguel a publié Romance, une collection de ballades latines classiques, dont la plus ancienne remonte aux années 1940. L'album a été produit par Armando Manzanero et arrangé par Bebu Silvetti, et a été crédité pour avoir revitalisé le genre du boléro. Il est également entré dans l'histoire en tant que premier album en langue espagnole à être certifié or par la Recording Industry Association of America (RIAA) aux États-Unis. Une suite de Romance est sortie en 1994 sous le titre Segundo romance (Deuxième romance), qui a été produite par Miguel, Juan Carlos Calderón et Kiko Cibrian. Les deux albums ont reçu une certification platine de la RIAA aux États-Unis et ont également connu le succès dans des pays autres que l'Amérique latine et les États-Unis, comme la Finlande et l'Arabie Saoudite, avec plus de douze millions d'exemplaires vendus ensemble,,.
En décembre 1996, Miguel a tenu une conférence de presse à Buenos Aires, en Argentine, où il a annoncé son désir d'enregistrer un troisième album de boléros et a mentionné la possibilité de travailler avec Manzanero et Juan Gabriel. Il a également exprimé son intérêt pour le chant en italien et en portugais, bien que les chansons de l'album soient à l'origine toutes en espagnol. Deux mois plus tard, Manzanero a confirmé qu'il travaillait avec Miguel sur un autre album de ballades inspiré du boléro, sous le titre provisoire de Tercer Romance (Troisième Romance). La maison de disques de Miguel a confirmé que quatorze titres seraient inclus sur l'album sous le titre Romances.

## Enregistrement

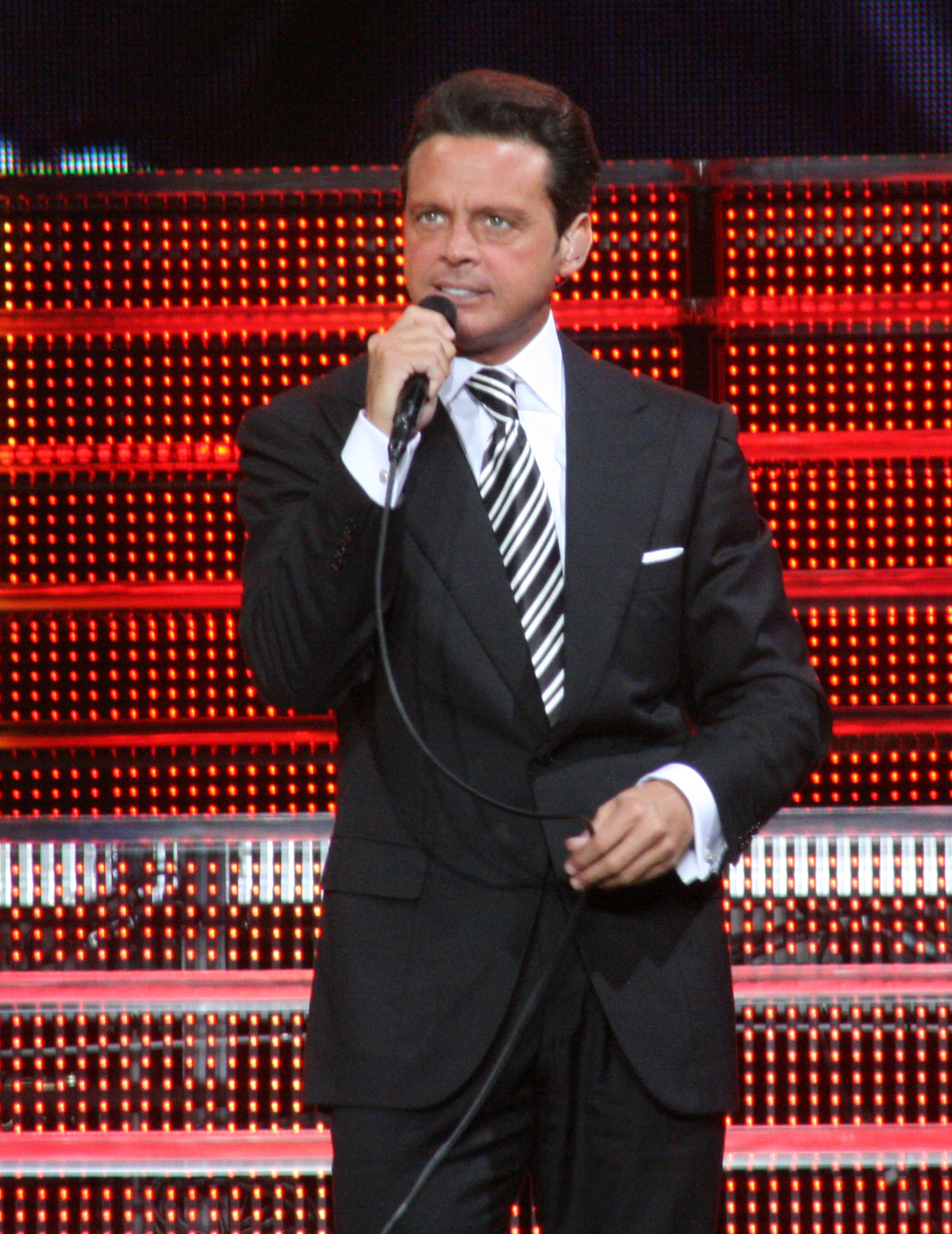
Luis Miguel a travaillé avec Armando Manzanero et Bebu Silvetti sur l'enregistrement de Romances.

Miguel collabore avec Silvetti pour l'arrangement de Romances, tandis que Manzanero est chargé de la direction. L'enregistrement a commencé le 18 mars 1997, à Ocean Way Recording à Hollywood et à The Hit Factory à New York. Pendant l'enregistrement, comme dans Romance, Silvetti a utilisé son style d'arrangements caractéristique connu sous le nom de « Silvetti Sound », que Leila Cobo de Billboard décrit comme « ancré dans des mélodies amples, des arrangements de cordes luxuriants, une instrumentation acoustique et, surtout, un romantisme sans faille ». Silvetti a déclaré que lorsqu'il produit un album, il ne se contente pas de copier ses propres arrangements, car il estime que ce serait « ridicule », et préfère être créatif dans son propre style. Concernant la sélection des chansons pour l'album, Manzanero a déclaré : « Je donne [à Miguel] les chansons, et il choisit ce qu'il veut enregistrer ». Parmi les participants aux sessions d'enregistrement, on comptait soixante et un musiciens de l'Orchestre philharmonique de Los Angeles.
Miguel reprend douze ballades dans Romances, dont des chansons de José Antonio Méndez, Carlos Arturo Briz, Consuelo Velázquez, Álvaro Carrillo (en), Roberto Cantoral (en), María Grever, Enrique Santos Discépolo et Agustín Lara,. Il reprend également des chansons d'autres styles musicaux, dont le tango (« Uno »), la bossa nova ((« Mañana de Carnaval ») et le français ((« De Quererte Así »). Miguel avait interprété certaines des chansons des compositeurs susmentionnés sur ses précédents albums romans. Miguel a enregistré les chansons de Manazero « Voy a Apagar la Luz/Contigo Aprendí » et « Amanecer ». Les deux compositions originales étaient « Por Debajo de la Mesa » de Manzanero et « Contigo (Estar Contigo) » de Bebu Silvetti et Sylvia Riera Ibáñez.

## Promotion
Miguel a lancé sa tournée Romances, composée de 80 concerts, à Las Vegas, au Nevada, le 12 septembre 1997. Les spectacles ont mis en vedette Miguel qui a interprété des arrangements de danse-pop et de boléro pendant deux heures et demie. Adam Sandler de Variety a exprimé une réaction mitigée au concert donné à l'Universal Amphitheatre de Los Angeles. Il a fait remarquer que Miguel reconnaissait rarement son public ou s'aventurait rarement sur le devant de la scène. Robert Hilburn du Los Angeles Times a eu une réaction plus positive, le décrivant comme un « mélange merveilleusement conçu et merveilleusement exécuté de la tradition de la musique latine ». Un autre collaborateur du Times, Ernesto Lechner, a écrit que la performance de boléro de Miguel à l'arène Arrowhead Pond en Californie « a fait tomber la maison » et a déclaré que l'expérience du concert était « assez proche » de la Beatlemania. À New York, Miguel a donné cinq concerts consécutifs au Radio City Music Hall. À Mexico, il a donné dix-sept concerts consécutifs à l'Auditorium national, où il a été le concert le plus lucratif d'un artiste latin cette année-là. La tournée s'est également rendue en Amérique du Sud, notamment au Chili et en Argentine, et s'est poursuivie jusqu'en mai 1998, date à laquelle Miguel a donné des concerts dans toute l'Espagne. Miguel a été le premier artiste latin à être intronisé dans le Top 20 All-Time Grossing Tours de Pollstar pour la plupart des billets vendus pour des concerts consécutifs dans un même endroit en 1997.

## Singles
« Por Debajo de la Mesa » est sorti en tant que single principal de l'album. Il est diffusé sur les ondes radio le 15 juillet 1997, et atteint la première place du classement Billboard Hot Latin Songs deux mois plus tard ; il restera vingt-six semaines dans le classement,. Le clip de la chanson a été filmé au Rainbow Room à New York et a été réalisé par Daniela Federici. Le deuxième single, « El Reloj », a atteint la deuxième place du hit-parade des Hot Latin Songs, tout comme le troisième, « Contigo (Estar Contigo »). « De Quererte Así (De T'Avoir Aimee) » a atteint la vingt-troisième place du classement des Hot Latin Songs, tandis que « Sabor a Mí » a atteint la sixième place après sa sortie. « Bésame Mucho » a atteint la première place du classement des singles mexicains et a été l'une des dix meilleures chansons de 1998 au Venezuela selon le Record Report.

## Accueil et récompenses
À sa sortie, Romances a reçu des appréciations pour la plupart positives de la part des critiques musicaux. Terry Jenkins d'AllMusic a loué le travail de collaboration de Silvetti et Manzanero et a qualifié Romances d'« album sensuel et enchanteur ». Achy Obejas du Chicago Tribune a qualifié la voix de Miguel de point fort de l'album et a noté « la présence d'instruments électroniques et l'ambiance plus sombre et plus noire ». D'autre part, elle a estimé que Miguel commençait à « glisser », citant les titres « Jurame » et « Por Debajo de la Mesa » comme exemples. Fernando Gonzalez a écrit pour l'Orange County Register, notant que bien que l'album soit « impeccablement produit, arrangé et enregistré », il a estimé que les boléros « demandent plus que cela ». Gonzalez a signalé : « Il sonne simplement fort, plutôt que romantique, dans « Sabor a Mi » ; il passe pour un (soap) opéra plutôt que pour un tourmenté dans « El Reloj » ; il est une star - et non un humble étudiant - dans « Contigo Aprendi » ». Le critique musical du Corpus Christi Caller-Times, René Carbrera, a écrit une critique positive de l'album, louant les arrangements pour cordes comme étant « élégamment faits » et a complimenté Miguel pour son interprétation de « Sabor a Mí » et « La Gloria Eres Tu » comme il l'avait « délicieusement fait de manière traditionnelle et aromatisé de Trio Los Panchos, et un requinto accrocheur ». Mario Tarradell du Dallas Morning News a écrit une critique défavorable de l'enregistrement ; il a critiqué ses productions pour tous les morceaux « inondés de claviers soyeux et de cordes aériennes avec juste un soupçon de percussion en arrière-plan ». Il a également critiqué le single principal « Por Debajo de la Mesa » pour son caractère de « chanson d'amour pour les chastes » en raison de ses arrangements « si étouffants, si précieux, qu'il est difficile de ressentir une quelconque sensualité ».
Le rédacteur en chef du Los Angeles Times, Ernesto Lecnher, a attribué à l'album une étoile et demie sur quatre et a déclaré que Romances « coule sous son propre poids, livrant des versions pour la plupart gonflées de matériel intemporel ». Un autre collaborateur du Los Angeles Times, Ed Morales, n'était pas d'accord avec sa critique : « Lechner doit aller dans sa salle de musique, baisser les lumières, se blottir contre sa compagne et écouter vraiment "Romances". Je donne pour sa critique * et pour Romances **** ». Anne Valdespino du Los Angeles Daily News a fait l'éloge de la sélection des chansons et de la performance de Miguel, qualifiant l'artiste de « numéro de classe ». Le critique musical du San Diego Union-Tribune, Ernesto Portillo Jr., a attribué trois étoiles sur quatre à Romances et a déclaré que « les interprétations de Miguel sont de première qualité et la musique, avec l'aide du célèbre compositeur Armando Manzanero, est exécutée avec une précision exquise ». Cependant, il a remis en question la nécessité d'un troisième album de la série Romance car il a estimé que cela « diminue la spécificité » de Romance et Segundo Romance a noté que tous les morceaux de l'album ne sont pas de « vrais boléros ». Eliseo Cardona, rédacteur en chef du El Nuevo Herald, a écrit une critique de l'album majoritairement positive. Il a complimenté la voix de Miguel et les productions mais a déclaré que l'interprétation de « La Gloria Eres Tu par Miguel « pâlit » par rapport à la reprise de la chanson par Lucho Gatica et José José. Ramiro Burr, du San Antonio Express-News, a déclaré que Romances « brille par la joie de rendre visite à de bons amis » et a loué sa « musique intemporelle, belle orchestration » et a complimenté les arrangements de Silvetti. Burr a commenté alors que « nous avons déjà entendu tous ces classiques, et apparemment un million de fois » Miguel « le fait si bien, que cela semble à peine important ».
Lors de la 40e édition des Grammy Awards en 1998, Miguel a remporté le prix de la meilleure performance de pop latine. La même année, Miguel a également reçu un Billboard Latin Music Award pour l'album pop masculin de l'année et un World Music Award pour l'artiste latin le plus vendu,. Miguel a reçu un Premio Amigo et un Premio Onda pour le meilleur chanteur latin de l'année en Espagne, et l'album a été nommé pour un Premio Amigo pour le meilleur album latin.

## Ventes
L'album est sorti le 12 août 1997 aux États-Unis et, dans la semaine du 23 août 1997, il était déjà numéro deux du classement Billboard Top Latin Albums. Une semaine plus tard, il est devenu numéro un, ce qu'il a été pendant un total de onze semaines non consécutives. Romances connu un succès encore plus grand dans le palmarès Billboard Latin Pop Albums (en), puisqu'il a été numéro un pendant treize semaines. Dans le Billboard 200, il a atteint la quatorzième place, avec des ventes de plus de 57 000 unités au cours de la première semaine, un record à l'époque pour un album en langue espagnole. C'était également l'album de Miguel le plus vendu dans le Billboard 200 jusqu'à la sortie de Cómplices en 2008, qui a atteint la dixième place. C'était le deuxième album latin le plus vendu aux États-Unis en 1997, après Tango de Julio Iglesias. Il s'est vendu à 687 000 exemplaires aux États-Unis, ce qui en fait le 19e album latin le plus vendu dans le pays selon Nielsen SoundScan. En octobre 1997, il s'était vendu à plus d'un million d'exemplaires au Mexique et était certifié quadruple platine dans le pays, ainsi que dans toute l'Amérique centrale,. Un an après sa sortie, il a reçu une certification platine aux États-Unis par la RIAA. En Argentine, il a atteint la première place du classement des albums CAPIF et a été l'album le plus vendu en 1997 dans le pays, avec des ventes d'environ 781 000 exemplaires,. En Espagne, l'album a atteint la première place du classement PROMUSICAE et a été certifié octuple platine, avec des ventes de plus de 800 000 exemplaires,,. En Amérique du Sud, l'album a été certifié or au Brésil, platine en Équateur et au Pérou, double platine en Colombie et au Paraguay, sextuple platine au Venezuela, octuple platine au Chili et diamant en Argentine,. Selon le Livre Guinness des records, Romances a été l'album en langue espagnole le plus vendu en 1997. Un DVD-Audio pour l'album est sorti en 2001. Plus de 4,5 millions d'exemplaires de l'album ont été vendus,.

## Legs
En 1998, Warner Music a publié une compilation de trois disques intitulée « Todos los romances », qui contient tous les titres des albums romance de Miguel. L'album a atteint la douzième place du Billboard Top Latin Albums et la sixième place du Billboard Latin Pop Albums (en). Romances a été suivi d'un autre album boléro, « Mis Romances (2001), produit par Miguel.

## Liste des titres
Adapté de la pochette CD de Romances.
| No  | Titre                                  | Auteur                                                             | Durée |
| --- | -------------------------------------- | ------------------------------------------------------------------ | ----- |
| 1.  | Voy a apagar la luz / Contigo aprendí  | Armando Manzanero                                                  | 4:11  |
| 2.  | Sabor a mí                             | Álvaro Carrillo                                                    | 3:06  |
| 3.  | Por debajo de la mesa                  | Armando Manzanero                                                  | 3:05  |
| 4.  | La gloria eres tú                      | José Antonio Mendez                                                | 3:21  |
| 5.  | Amanecer                               | Armando Manzanero                                                  | 3:31  |
| 6.  | Encadenados                            | Carlos Arturo Briz                                                 | 3:59  |
| 7.  | Bésame mucho                           | Consuelo Velázquez                                                 | 5:26  |
| 8.  | Contigo (estar contigo)                | Bebu Silvetti, Sylvia Riera Ibañez                                 | 4:11  |
| 9.  | Noche de ronda                         | Agustín Lara                                                       | 4:16  |
| 10. | El reloj                               | Roberto Cantoral                                                   | 3:02  |
| 11. | Júrame                                 | María Grever                                                       | 3:57  |
| 12. | De quererte así (De t'avoir aimée)     | Charles Aznavour – adap. espagnole: Alex Marco                     | 3:14  |
| 13. | Uno                                    | Enrique Santos Discépolo, Marianito Mores                          | 4:48  |
| 14. | Mañana de Carnaval (Manhã de Carnaval) | Luiz Bonfá, Antonio Maria – adap. espagnole: Jesus María Arozamena | 4:07  |

## Crédits
Adapté de AllMusic et des notes de la pochette CD de Romances,.

### Crédits musicaux
Basse
- Sue Ranney -
- Drew Dembowski
- Donald Ferrone
- Richard Feves
- Abraham Laboriel, Sr.
- Ed Meares
- Bruce Morgenthaler

Violoncelle
- Dennis Karmazyn
- Suzie Katayama
- Miguel Martinez
- Jodi Burnett
- Larry Corbett
- Christine Ermacoff
- Todd Hemmenway
- Jimbo Ross
- David Shamban
- Nancy Stein-Ross

Alto
- Bob Becker
- Denyse Buffman
- Matt Funes
- Keith Greene
- Janet Lakatos
- Denyse Buffum
- Marlow Fisher
- Carrie Holzman – little viola
- Jorge Moraga
- Harry Shirinian
- John Scanlon

Violon
- Eun Mee Ahn
- Richard Altenbach
- Becky Barr
- Jacqueline Brand
- Roman Volodarsky
- Roger Wilkie
- Tiffany Yihu
- Armen Garabedian
- Berj Garabedian
- Endre Granat
- Alan Grunfield
- Pat Johnson
- Karen Jones
- Peter Kent
- Ezra Kliger
- Razdan Kuyumjian
- Natalie Leggett
- Dimitrie Leivici
- Mike Markaman
- Darius Campo
- Joel Derouin
- David Ewart
- Robin Olson
- Carolyn Osborn
- Sid Page
- Diana Halprin
- Tommy Hatwan
- Gil Romero
- Jay Rosen
- Anatoly Rosinsky
- Sheldon Sanov
- Barbara Porter
- Kwihee Shambanari

Chant
- Dan Navarro
- Steve Real
- Francis Benítez
- Zeila Hoyle
- Isela Sotelo
- Gisa Vatcky

Musiciens supplémentaires
- Alex Acuña –  percussion
- John Bilezikjian  –  mandoline
- Earl Dumler –  hautbois
- Ramon Flores –  trompette
- Jorge "Coco" Trivisonno –  bandonéon
- Carlos Vega –  batterie
- Richie Gajate Garcia – percussion
- Grant Geissman –  guitare acoustique
- Alan Kaplan – trombone
- Jon Kurnick – mandoline
- Don Markese –  saxophone ténor
- Frank Marocco –  accordéon
- Bill Reichenbach Jr. –  trombone
- Ben Bressel – mandoline
- Charlie Davis – trompette
- Bruce Dukov –  chef d'orchestre , violon
- Dean Parks – guitare acoustique
- Dan Higgins –  saxophone alto
- Michito Sánchez – percussion
- Ramón Stagnaro –  requinto
- Greg Smith –  saxophone baryton

### Crédits techniques
- Alejandro Asensi – coordination de production et artistique
- Greg Burns – assistant son et mixage
- Daniela Federici – photographie
- Marco Gamboa – assistant son et mixage
- Mauricio Guerrero – mixage
- Jac Holzman – producteur mixage
- Keith Holzman – coordination de production
- Armando Manzanero – direction artistique, compositeur
- Ron McMaster – mastering
- Luis Miguel – producteur
- Gabrielle Raumberger – design graphique
- John Rod – assistant son et mixage
- Rafa Sardina – ingénieur du son, mixage
- Sander Selover – pro tools
- Bebu Silvetti – arrangeur, compositeur, producteur mixage, direction musicale, piano, synthétiseur
- Jeremy Smith – ingénieur du son
- H. Thompson – assistant son et mixage, mixage

## Classements

### Hebdomadaires
| Hitparade (1997)                      | Meilleur classement | Réf.   |
| ------------------------------------- | ------------------- | ------ |
| Argentine (CAPIF)                     | 1                   | [ 54 ] |
| États-Unis Billboard Top Latin Albums | 1                   | [ 67 ] |
| États-Unis Billboard Latin Pop Albums | 1                   | [ 67 ] |
| États-Unis Billboard 200              | 14                  | [ 67 ] |

| Hitparade (1998)     | Meilleur classement | Réf.   |
| -------------------- | ------------------- | ------ |
| Espagne (PROMUSICAE) | 1                   | [ 57 ] |

### Annuels
| Hitparade (1997)                        | Classement | Réf.   |
| --------------------------------------- | ---------- | ------ |
| États-Unis Top Latin Albums (Billboard) | 2          | [ 50 ] |
| États-Unis Latin Pop Albums (Billboard  | 3          | [ 50 ] |

| Hitparade (1998)                        | Classement | Réf.   |
| --------------------------------------- | ---------- | ------ |
| États-Unis Top Latin Albums (Billboard) | 6          | [ 68 ] |
| États-Unis Latin Pop Albums (Billboard  | 4          | [ 68 ] |